# Luigi d'Este
Luigi d'Este (Arezzo, 1538 - Montegiordano, 30 de dezembro de 1586) foi um cardeal do século XVII

## Biografia
Nasceu em Arezzo em 1538. Segundo dos cinco filhos de Ercole II d'Este, duque de Modena e Ferrara, e da princesa Renée, filha do rei Luís XII da França. Sobrinho-neto do Cardeal Ippolito I d'Este (1493). Sobrinho do Cardeal Ippolito II d'Este (1538). Outros cardeais da família são Alessandro d'Este (1599); Rinaldo d'Este (1641); e Rinaldo d'Este (1686). Foi batizado em 24 de abril de 1539 pelo cardeal Giovanni Maria Ciocchi del Monte, legado na Romagna, em nome do Papa Paulo III.
Clérigo de Ferrara..
Eleito bispo de Ferrara, 1º de maio de 1550.
Criado cardeal diácono no consistório de 26 de fevereiro de 1561..
Recebeu as ordens menores em 2 de junho de 1561; nomeado administrador da Sé de Ferrara. Recebeu o chapéu vermelho e o título de Ss. Nereo ed Achilleo, 6 de julho de 1562. Administrador da Sé Metropolitana de Auch, França, 8 de outubro de 1563. Optou pela diaconia de Santa Lúcia em Silice, 22 de outubro de 1563. Participou do conclave de 1565-1566, que elegeu o Papa Pio V. Não participou do conclave de 1572, que elegeu o Papa Gregório XIII. Governador de Tivoli de 1572 até sua morte. Protetor da França perante a Santa Sé, 23 de fevereiro de 1573. Optou pela diaconia de S. Ângelo em Pescheria, 31 de julho de 1577. Optou pela diaconia de S. Maria na Via Lata, 19 de dezembro de 1583. Protetor dos Cânones Regular de S. Giorgio em Alga em 1584. Cardeal protodiácono, 1584. Participou do conclave de 1585, que elegeu o Papa Sisto V..
Morreu em Montegiordano 30 de dezembro de 1586, às 16h. Suas exéquias ocorreram em Roma em 2 de janeiro de 1587. Sepultado na igreja de S.Luigi dei Francesi, Roma; seu coração foi enterrado na catedral metropolitana de Auch. Um ano depois, seus restos mortais foram transferidos para a igreja dos Franciscanos Observantes de S. Maria Maggiore, em Tivoli. Ele nomeou seu irmão Alfonso como herdeiro universal..